# Яна Піттман
Яна-Емілі Піттман-Ролінсон (англ. Jana Emily Pittman-Rawlinson; нар. 9 листопада 1982) — автралійська легкоатлетка, яка спеціалізувалася на спринті та бігу з бар'єрами.
По завершенні легкоатлетичної кар'єри (2012) виступала в бобслеї.
Була у шлюбі (2006—2011) з британцем Крісом Ролінсоном (нар. 1972) — чемпіоном Ігор Співдружності з бігу на 400 метрів з бар'єрами (2002).

## Спортивні досягнення

### Легка атлетика
Фіналістка (5-і місця) олімпійських змагань з естафетного бігу 4×400 метрів (2000, виступала в забігу) та бігу на 400 метрів з бар'єрами (2004). Учасниця олімпійських змагань з бігу на 400 метрів з бар'єрами на Іграх в Сіднеї (2000), де не змогла подолати перший кваліфікаційний раунд.
Дворазова чемпіонка світу з бігу на 400 метрів з бар'єрами (2003, 2007). Срібна призерка чемпіонату світу з бігу на 100 метрів з бар'єрами (2007). Фіналістка (8-е місце) чемпіонату світу в цій дисципліні (2009).
Була 3-ю у бігу на 400 метрів з бар'єрами на Кубку світу (2002).
Чемпіонка світу серед юніорів з бігу на 400 метрів та 400 метрів з бар'єрами (2000).
Чемпіонка світу серед юнаків з бігу на 400 метрів та 400 метрів з бар'єрами (1999).
Чемпіонка Ігор Співдружності з бігу на 400 метрів з бар'єрами (2002, 2006) та естафетного бігу 4×400 метрів (2002, 2006).
Чемпіонка Австралії з бігу на 400 метрів з бар'єрами (2001, 2002, 2003).
Чемпіонка Нової Зеландії з бігу на 400 метрів з бар'єрами (2004).

### Бобслей
Учасниця олімпійських змагань з бобслею серед бобів-двійок (2014), на яких посіла 14-е місце.

## Визнання
- Член Зали спортивної слави Австралії (2021)[2].